# Monte Alegre do Piauí
Monte Alegre do Piauí è un comune del Brasile nello Stato del Piauí, parte della mesoregione del Sudoeste Piauiense e della microregione dell'Alto Médio Gurguéia.
La popolazione è di 10 345 persone (2010). Copre un'area di 2 417 932 km².